# Charmosta
Charmosta  (лат.) — подрод жужелиц рода красотелов.

## Описание
Жуки длиной от 28 до 30 мм. Надкрылья с параллельными боковыми краями и почти прямоугольными плечами, четырёхугольные, густо штрихованные, с четырьмя рядами золотистых ямок, шиферно-чёрные..

## Систематика
В составе подрода:
- Calosoma investigator (Illiger, 1798)
- Calosoma lugens Chaudoir, 1869